# جیم براون (بازیکن فوتبال، زاده ۱۹۰۸)
جیم براون (انگلیسی: Jim Brown; ۳۱ دسامبر ۱۹۰۸ – ۹ نوامبر ۱۹۹۴) یک بازیکن فوتبال در پست مهاجم اهل ایالات متحده آمریکا بود.

## باشگاهی
از باشگاه‌هایی که در آن بازی کرده‌است می‌توان به باشگاه فوتبال منچستر یونایتد، باشگاه فوتبال برنتفورد، باشگاه فوتبال تاتنهام هاتسپر و باشگاه فوتبال گیلفورد سیتی اشاره کرد.

## تیم ملی
وی همچنین در تیم ملی فوتبال ایالات متحده آمریکا بازی کرده است.